# Hennepin Island Hydroelectric Plant

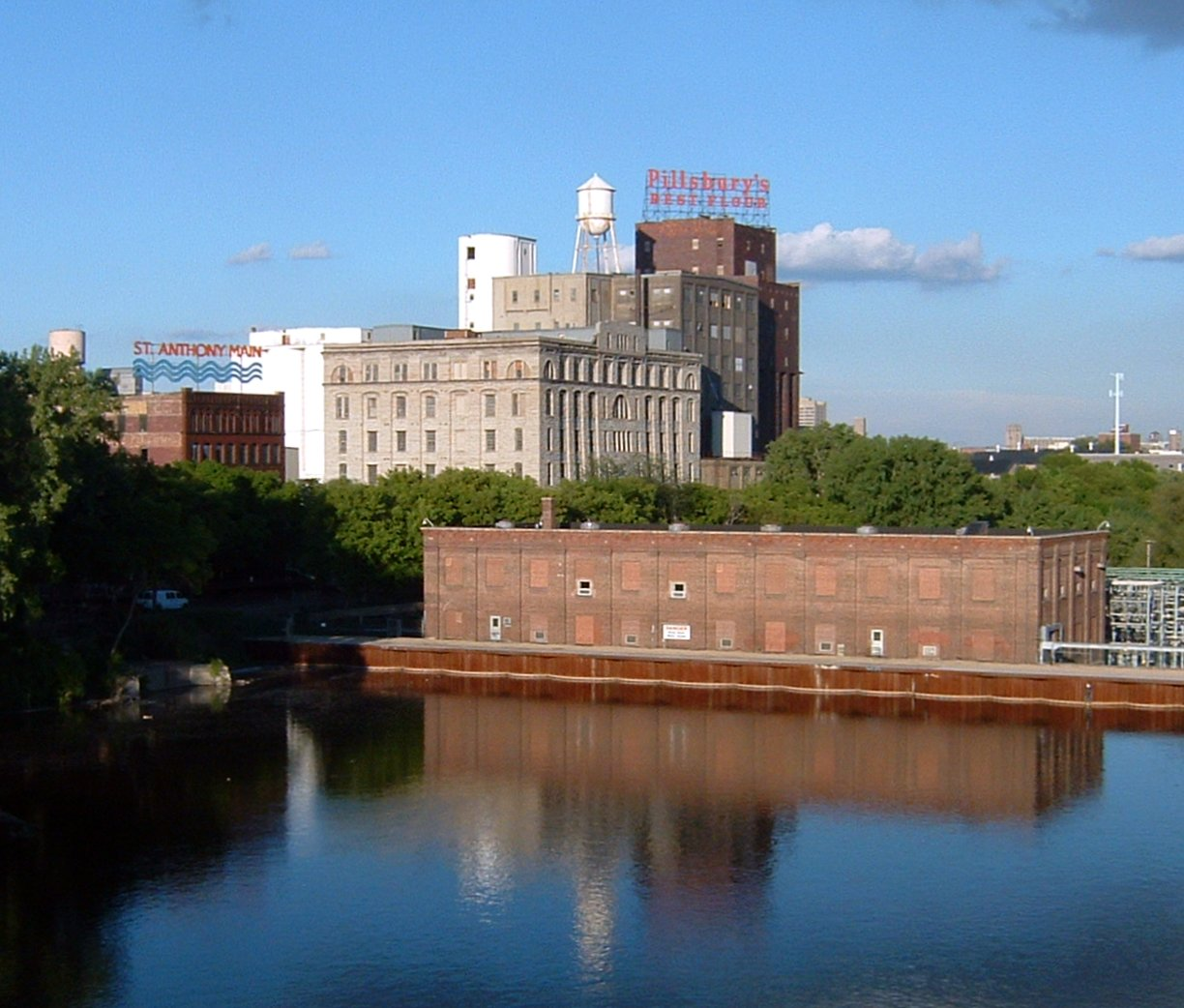
Blick auf die Pillsbury A Mill mit dem Wasserkraftwerk im Vordergrund.

Hennepin Island Hydroelectric Plant oder St. Anthony Hydro Plant ist der Name eines Wasserkraftwerks an der Stelle früherer Sägemühlen an den Saint-Anthony-Fällen in Minneapolis, Minnesota. Das heutige Bauwerk wurde 1882 durch William de la Barre zur Stromgewinnung erbaut und wird durch Xcel Energy betrieben. Die Anlage steht am östlichen Ufer des Mississippi Rivers in der Nähe der Pillsbury A Mill bei den einzigen Wasserfällen am Lauf des Flusses, die einst Energie für Sägemühlen, Getreidemühlen und andere Industriebetriebe lieferten. Heute ist das Kraftwerk die einzige industrielle Nutzung der Wasserfälle. Die installierte Leistung der fünf Generatoren beträgt etwa zwölf Megawatt.
Xcel Energy erneuerte im März 2004 die von der Federal Energy Regulatory Commission zugeteilte Lizenz zur Energiegewinnung an der Stelle. Eine Bedingung für diese Verlängerung war die Verpflichtung, an Ort und Stelle der Öffentlichkeit der Zugang zu der Anlage zu ermöglichen und dadurch die Bedeutung für die Entwicklung der Wasserfälle seit Beginn der Besiedlung durch Europäer aufzuzeigen. Ein Fußweg führt nun vor dem Gebäude vorbei zur Brücke, die den Flutkanal überquert, durch den das Kraftwerksgebäude von Hennepin Island getrennt ist. Ein Teil der Insel wurde in einen Besucherpark umgewandelt, der es dem Publikum ermöglicht, direkt an die Wasserfälle heranzutreten. In Zusammenarbeit mit der University of Minnesota soll eine Forschungsstation betrieben werden, um Ökologie und Hydrologie vor Ort besser studieren zu können.
Die Anlage ist eines von 85 Contributing Properties im Saint Anthony Falls Historic District.
Crown Hydro hat den Bau einer weiteren Kraftwerksanlage auf dem gegenüberliegenden Ufer des Flusses, neben der Stone Arch Bridge vorgeschlagen.